# Diana Huerta
Diana Huerta ist eine ehemalige mexikanische Squashspielerin.

## Karriere
Diana Huerta spielte von 2000 bis 2003 auf der WSA World Tour und erreichte ihre beste Platzierung in der Weltrangliste mit Rang 116 im Juni 2003. Mit der mexikanischen Nationalmannschaft nahm sie mehrfach an Panamerikameisterschaften teil und belegte mit ihr sowohl 2001 als auch 2004 den zweiten Platz. Im Einzel gelang ihr 2001 der Titelgewinn, nachdem sie im Finale ihre Landsfrau Samantha Terán besiegte. Ein Jahr darauf gewann sie gleich drei Medaillen bei den Zentralamerika- und Karibikspielen. Bei den Spielen in San Salvador traf sie erneut im Finale der Einzelkonkurrenz auf Samantha Terán, hatte dieses Mal aber das Nachsehen. Im Doppel sicherte sie sich dagegen an der Seite Teráns ebenso den Gewinn der Goldmedaille wie im Mannschaftswettbewerb. Auch bei den Panamerikanischen Spielen 2003 in Santo Domingo folgte ein Medaillengewinn. Mit Samantha Terán und Teresa Osorio zog sie ins Halbfinale der Mannschaftskonkurrenz ein und erhielt nach einer Niederlage gegen die US-amerikanische Mannschaft die Bronzemedaille.

## Erfolge
- Panamerikameisterin: 2001
- Vize-Panamerikameisterin mit der Mannschaft: 2001, 2004
- Panamerikanische Spiele: 1 × Bronze (Mannschaft 2003)
- Zentralamerika- und Karibikspiele: 2 × Gold (Doppel und Mannschaft 2002), 1 × Silber (Einzel 2002)